# Berane
Berane (Cirílico: Беране), entre 1949 e 1992 chamada Ivangrad, é uma cidade de Montenegro, capital do município de Berane. Sua população é de 11.776 habitantes (censo de 2003).

## Demografia
- População:
  - 3 de março de 1981 - 12.720
  - 3 de março de 1991 - 12.267
  - 1 de novembro de 2003 - 11.776

- Grupos étnicos (censo de 2003):
  - Sérvios (46.51%)
  - Montenegrinos (25.52%)
  - Bósnios (16.15%)
  - Muçulmanos por nacionalidade (6.56%)Localização de Berane